# Beatrice della Scala

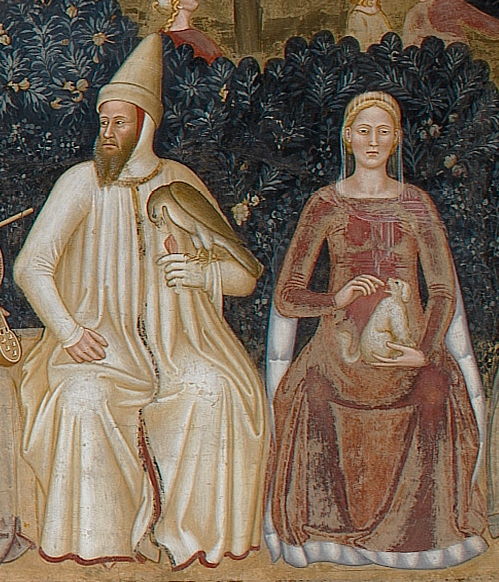
Bernabò Visconti und Beatrice della Scala im Fresko die „Streitende und Triumphierende Kirche“ von Andrea di Bonaiuto in der Kirche Santa Maria Novella – Florenz

Beatrice della Scala oder Beatrice Regina della Scala († 18. Juli 1384) war die Tochter von Mastino II. della Scala und die Gattin von Bernabò Visconti. Zwischen 1373 und 1384 war sie die Herrin von Reggio. Nach ihr ist die Mailänder Scala benannt.

## Leben
Beatrice war die Tochter von Mastino II. und seiner Gattin Taddea da Carrara. Weder ihr Geburtsdatum noch ihr Geburtsort sind überliefert. Ihre Brüder waren Cangrande II., Cansignorio und Paolo Alboino, die wie ihr Vater alle die Signoria der Scaliger von Verona stellen sollten.
Nach dem Willen ihres Vaters wurde sie 1342 Andrea Pepoli, dem Bruder von Taddeo Pepoli aus der Signoria der Pepoli in Bologna, zur Frau versprochen. Ein Jahr darauf sah sich Mastino II. jedoch genötigt, seine Meinung zu ändern. In einer Phase, in der der Herrschaftsbereich der Scaliger nach seiner größten Expansionsphase um 1336 bereits stark zusammengeschrumpft war, fädelte er nach einem mit Giovanni Visconti abgeschlossenen Waffenstillstand 1343 die Hochzeit seiner Tochter mit dessen Neffen Bernabò Visconti ein. Es sollten aber noch sieben Jahre vergehen, bis sie den Visconti am 27. September 1350 in einer den Chronisten nach prunkvollen Hochzeit in Mailand heiratete.
Aus der Ehe mit Bernabò Visconti gingen nach zeitgenössischen Angaben 13 Kinder hervor. Während die fünf Söhne Marco, Luigi, Rodolfo und Mastino keine Rolle in der Nachfolge der Signoria spielten, wurden die Töchter mit Abkömmlingen bedeutender Herrscherhäuser, wie den Wittelsbachern, den Habsburgern oder den Gonzaga vermählt. Ihre Tochter Caterina wurde 1380 mit ihrem Cousin Gian Galeazzo Visconti vermählt, der wenige Jahre darauf ihren Vater vergiften sollte.
Beatrice della Scala begnügte sich nicht mit der Rolle der Ehefrau an der Seite ihres Gatten. Die als energisch beschriebene, über eine starke Persönlichkeit verfügende Tochter Mastinos II. besaß auch Führungseigenschaften, die sie zwischen 1373 und 1384 im Auftrag ihres Mannes als Herrin von Reggio unter Beweis stellte. Nach dem Tod ihres Bruders Cansignorio 1375 erkannte sie die Nachfolge der beiden unehelichen Kinder Bartolomeo II. und Antonio della Scala in der Signoria von Verona nicht an und machte ihnen das Erbe streitig. 1379 marschierte sie an der Spitze eines etwa 1400 Mann starken Ritterheeres gegen das von den Scaligern belagerte Brescia. In den Waffenstillstandsverhandlungen glaubten die zwei Scaliger-Brüder die Ansprüche ihrer Tante mit der Zahlung von 400.000 Dukaten für immer zum Schweigen zu bringen, was sich allerdings als Fehleinschätzung herausstellen sollte, da sie ihre Ansprüche auf das Erbe ihres Vaters zu Lebzeiten nie aufgab. Nach dem Waffenstillstand übernahm sie im gleichen Jahr als Vormund ihres noch minderjährigen Sohnes Mastino auch die Regentschaft über Brescia.
Beatrice besaß weitreichende Ländereien in der Lombardei. In Mailand ließ sie die Kirche Santa Maria della Scala errichten. Das Kirchenpatronat wurde nach ihrem Tod von Papst Urban VI. für immer den Visconti übertragen. Das an der Stelle der Kirche im 18. Jahrhundert erbaute Teatro alla Scala trägt ihren Namen fort.
Nach ihrem Tod wurde sie in der im 19. Jahrhundert aufgelassenen Kirche San Giovanni in Conca in Mailand bestattet.

## Rezeption
Chronisten, wie Bernardino Corio, verliehen ihr bezugnehmend auf ihre Schönheit und Gutmütigkeit den Spitznamen Regina (dt. Königin). Dass es sich um einen Spitznamen handelt, ist laut Soldi Rondinini auch die geläufige Ansicht in der gegenwärtigen Geschichtswissenschaft. In der Vergangenheit wurde dagegen angenommen, dass Regina ein Eigenname gewesen sei, wie etwa vom Historiker Giorgio Giulini im 18. Jahrhundert – eine These, die bereits unter zeitgenössischen Geschichtsschreibern, wie Petro Azario im 14. Jahrhundert verbreitet war.
Verschwommen ist aber nicht nur die Frage um ihren Namen. Ihre Person wird auch unterschiedlich dargestellt. Ihr Zeitgenosse Francesco Petrarca rühmte sie in einem ihm zugeschriebenen Epithalamium mehrmals. In Chroniken wurde sie als „bewundernswerte und sehr kluge Herrin“ beschrieben. Der Geschichtsschreiber Torello Saraina beschrieb sie im 17. Jahrhundert als „pompös und über jedes Maß hinaus verehrt“. Nach Giulini wurde sie während des Machtkampfes zwischen Gian Galeazzo Visconti und ihrem Ehemann sogar der Hexerei bezichtigt. Andererseits hielt Giulini die Lobeshymnen ihr gegenüber für gerechtfertigt, die ihr wegen ihres gutmütigen Charakters und ihrer Fähigkeit den aufbrausenden Charakter ihres Gatten zu zügeln zuteilwurden.